# Lornsenschule
Die Lornsenschule ist ein Gymnasium mit Musikzweig in Schleswig. Sie wurde 1863 als Mädchenschule gegründet und 1922 nach Uwe Jens Lornsen benannt.

## Geschichte
Die Lornsenschule wurde am 20. Januar 1863 durch Verschmelzung von vier privaten höheren Mädchenschulen mit einem fünften, von Wilhelmine Starklof gegründeten Institut, gegründet. Die anfänglich 30 Schülerinnen erhielten ihren Unterricht im Gebäude Stadtweg 72. Am 27. April 1889 fusionierte die Schule mit der Privatschule von Julie Bittdorf und wuchs dadurch auf 175 zu unterrichtende Mädchen und vier Jungen an.
Im Jahr 1922 ging die bisherige Privatschule in staatliche Trägerschaft über und wurde dabei nach Uwe Jens Lornsen benannt. Kurz danach (1925) erwarb die Schule das Schullandheim Seeberg in Kleinwaabs, um durch Freizeiten dort den Gesundheitszustand der Schülerinnen zu verbessern und den Gemeinschaftssinn zu fördern. Es wurde 1963/64 saniert und ausgebaut. In den letzten Monaten des Zweiten Weltkriegs wurde die Schule geschlossen und als Lazarett genutzt, bis am 5. Dezember 1945 der Schulbetrieb (zunächst, bis 1946), im Gebäude der Domschule Schleswig wieder aufgenommen werden konnte. 1972 endete die Zeit der Lornsenschule als Mädchenschule und die Koedukation ermöglichte auch Jungen den Schulbesuch. 1981 ging die Trägerschaft der Schule vom Land Schleswig-Holstein auf den Kreis Schleswig-Flensburg über. Nachdem die Lornsenschule bereits 1981 einen Musikzweig erhalten hatte, wurde sie 2005 offene Ganztagsschule. 2008 wurde sie auf G8 umgestellt, im Jahr danach wechselte die Schulträgerschaft vom Kreis auf die Stadt Schleswig.

## Gebäude

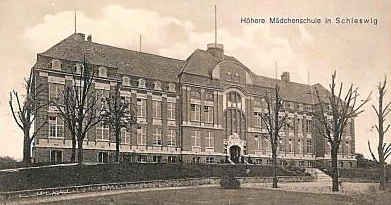
Lornsenschule (1910)

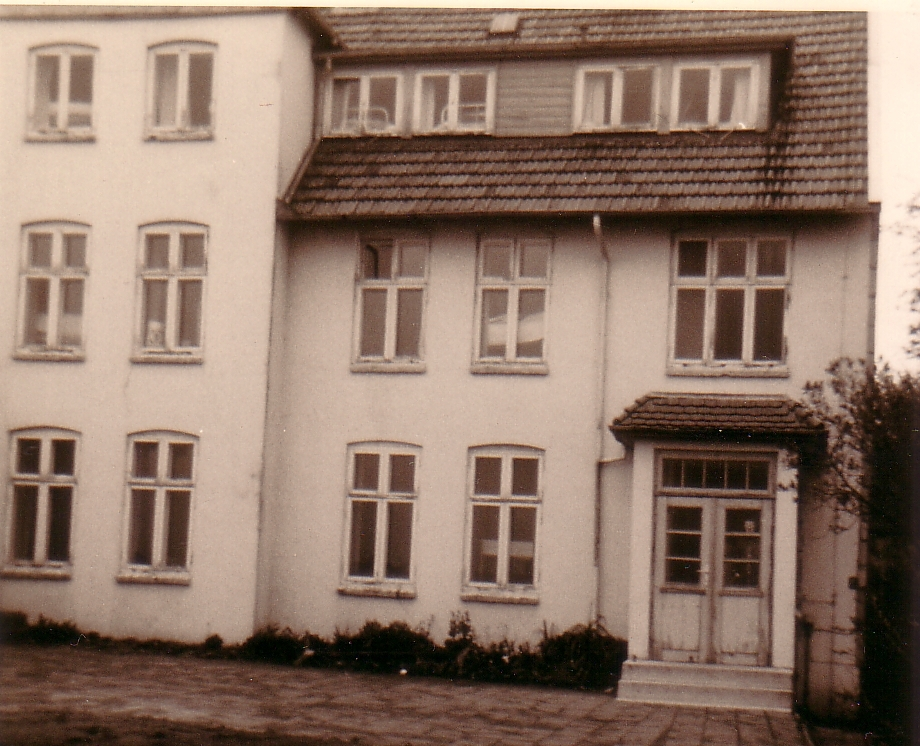
Schullandheim Kleinwaabs (1974)

Das neobarocke Schulgebäude an der Michaelisallee wurde ab 1906 bis zum Einzug der Schülerinnen am 20. Juli 1909 im Auftrag der Stadt Schleswig nach Plänen des Architekten Hans Schnittger in Sichtmauerwerk mit Putzblenden errichtet. Es steht unter Denkmalschutz und ist in der Liste der Kulturdenkmale in Schleswig verzeichnet. Der Bau kostete mit Grundstück 242.000 Mark, d. h. 20 Mark pro Quadratmeter.
Auf dem Grundstück stand zuvor das 1866 errichtete Vergnügungslokal Bellevue, in dem Tanzveranstaltungen, Konzerte und Theateraufführungen stattfanden. Es war am 26. November 1905 abgebrannt, so dass das Gelände für den Schulneubau frei wurde.

## Qualitätsbewertung der Lornsenschule
Im Wettbewerb um die Schule des Jahres wurde die Lornsenschule 2020 als drittbeste Schule in Schleswig-Holstein ausgezeichnet.

## Persönlichkeiten

### Bekannte Lehrkräfte der Lornsenschule
- Hans Harder (1903–1990), 1947–1950 Musiklehrer
- Martha Steinert (1882–1967), 1925–1926 Deutschlehrerin

### Bekannte Schülerinnen und Schüler der Lornsenschule
- Asadullah Haqmal (* 1995), Schriftsteller[10]
- Silvia Amella Mai (* 1961), Kulturwissenschaftlerin und Autorin
- Joachim Meyerhoff (* 1967), Schauspieler und Schriftsteller
- François Smesny (* 1968), Schauspieler
- Nik Aaron Willim (* 1996), Profisegler (Deutscher Meister 2022) und Schriftsteller[11]